# Departamento Ushuaia
Das Departamento Ushuaia liegt im Süden der Provinz Tierra del Fuego im Süden Argentiniens und ist eine von 3 Verwaltungseinheiten der Provinz. 
Es grenzt im Norden an das Departamento Tolhuin, im Norden, Osten und Süden an den Atlantischen Ozean und im Süden und Westen an Chile.
Die Hauptstadt des Departamento Ushuaia ist der gleichnamige Ort Ushuaia.

## Geschichte
Ein erstes Departamento Ushuaia entstand am 27. Juni 1885. Doch war dieses nicht deckungsgleich mit dem heutigen Departamento. Das heutige Departamento Ushuaia war Teil eines Gebiets, das das heutige Departamento Ushuaia und Teile der mittlerweile aufgelösten Departamentos Bahía Tethis (ursprünglich Departamento Buen Suceso), Isla de los Estados und San Sebastian abdeckte. Das Departamento in seinem heutigen Umfang wurde am 8. April 1970 gegründet und war eines der beiden ursprünglichen Departamentos der Provinz Tierra del Fuego (Feuerland).

## Bevölkerung

### Übersicht
Das Ergebnis der Volkszählung 2022 ist noch nicht bekannt. Bei der Volkszählung 2010 war das Geschlechterverhältnis mit 29.130 männlichen und 27.826 weiblichen Einwohnern recht ausgeglichen mit einem knappen Männerüberhang.
Nach Altersgruppen verteilte sich die Einwohnerschaft auf 15.198 Personen (26,7 %) im Alter von 0 bis 14 Jahren, 39.602 Personen (69,5 %) im Alter von 15 bis 64 Jahren und 2.156 Personen (3,8 %) von 65 Jahren und mehr.

### Bevölkerungsentwicklung
Das Gebiet ist sehr dünn besiedelt. Die Bevölkerungszahl hat seit 1970 stark zugenommen. Die Schätzungen des INDEC gehen von einer Bevölkerungszahl von 81.007 Einwohnern per 1. Juli 2022 aus.
| Jahr | 1970  | 1980   | 1991   | 2001   | 2010   | 2022    |
| Einwohner                                                                                                | 5.677 | 11.443 | 29.411 | 45.785 | 56.956 | k. Ang. |
| Bevölkerungsentwicklung des Departements seit 1970; Quelle: Ergebnisse der Volkszählungen in Argentinien |       |        |        |        |        |         |